# Avonturenpark Hellendoorn
Koordinaten: 52° 23′ 22″ N, 6° 26′ 9″ O
Der Avonturenpark Hellendoorn (oder Abenteuerpark Hellendoorn) ist ein kombinierter Freizeitpark mit Wasserrutschenpark, der sich in der niederländischen Provinz Overijssel, etwas außerhalb der Ortschaft Hellendoorn befindet, rund 50 km von der deutsch-niederländischen Grenze bei Gronau in Westfalen entfernt.

## Geschichte
Die Geschichte des Parks begann im Jahre 1936, als der Gründer Van den Berg zunächst eine Teestube mit Terrasse baute und eröffnete. Um mehr Besucher anzulocken, wurde nach und nach noch Spielplätze und ein Restaurant dazugebaut. 1947 folgte dann der Bau eines Labyrinths und 1956 der Bau eines Märchengarten. In den siebziger Jahren kamen weitere größere Attraktionen hinzu, wie die Monorail, eine Seelöwen Show, das schiefe Haus „Casa Magnetica“ und die Floßfahrt „Jungle Monster“. Im Jahr 1978 wurde der Park zum „Avonturenpark Hellendoorn“ umbenannt.
2001 wurde der Park an die französische Freizeitpark-Kette Grévin & Cie verkauft. In der Saison 2011 feierte der Avonturenpark Hellendoorn seinen 75. Geburtstag. Im Februar 2011 gab der Park auf seiner eigenen Webseite bekannt, dass die zum Grévin & Cie gehörende Muttergesellschaft „Compagnie des Alpes (CdA)“ sieben Freizeitparks inklusive des Avonturenparks Hellendoorn an eine weitere Freizeitpark-Kette namens Looping Group verkauft hat. Das Unternehmen Looping Group wurde im Januar 2011 gegründet und ist mittlerweile mit diversen Parks in mehreren europäischen Ländern vertreten. In Deutschland betreibt sie seit der Saison 2017 den im Sauerland gelegenen Freizeitpark Fort Fun Abenteuerland.

## Freizeitpark
Ungefähr 30 Attraktionen bietet der Avonturenpark Hellendoorn an, dazu gehören drei Achterbahnen und drei Wasserattraktionen.

### Achterbahnen
| Name         | Typ                          | Hersteller   | Eröffnet |
| ------------ | ---------------------------- | ------------ | -------- |
| Balagos      | Looping Coaster (MK-1200)    | Vekoma       | 1990     |
| Donderstenen | Force Coaster - Two          | Zierer Rides | 2005     |
| RidderStrijd | Spinning Coaster, Wilde Maus | Reverchon    | 2024     |
| Rioolrat     | Junior Coaster               | Vekoma       | 1996     |

### Wasserattraktionen
| Name              | Typ            | Hersteller | Eröffnet |
| ----------------- | -------------- | ---------- | -------- |
| Jungle Monster    | Floßfahrt      | Mack Rides | 1979     |
| Sungai Kalimantan | Rapid River    | Bear Rides | 1997     |
| Wild Waterval     | Wildwasserbahn | Mack Rides | 1982     |

### Weitere Attraktionen
| Name                | Typ                  | Hersteller       | Eröffnet |
| ------------------- | -------------------- | ---------------- | -------- |
| Dino Sky Pedalo     | Einschienentretbahn  | Metallbau Emmeln | 1994     |
| Discovery Club      | Darkride             | Mack Rides       | 1999     |
| Draken Nest         | Mega Disk'O          | Zamperla         | 2017     |
| Galjoen             | Schiffschaukel       | Zamperla         | 1995     |
| Monorail            | Monorail             | Mack Rides       | 1977     |
| Montezuma's Revenge | Top Spin 2           | Huss Rides       | 1998     |
| Oldtimerbaan        | Oldtimer-Rundkurs    | Mack Rides       | 1977     |
| Piraat Enterhaak    | Wellenflieger        | Zierer Rides     | 2006     |
| Tarantula Magica    | Enterprise           | Huss Rides       | 2012     |
| Vliegende Hollander | Kinder-Flugkarussell | Eigenbau         | 1996     |

### Ehemalige Attraktionen
| Name           | Typ                     | Hersteller   | in Betrieb |
| -------------- | ----------------------- | ------------ | ---------- |
| Avonturenslang | Medium Tivoli Coaster   | Zierer Rides | 1978–2004  |
| Black Hole     | Round Up                | Schwarzkopf  | 1986–1990  |
| Moby Dick      | Kinder-Rundfahrgeschäft | Vekoma       | 1994–2013  |
| Rioolrat 1     | Dunkelachterbahn        | Zierer Rides | 1991–1995  |

## Galerie

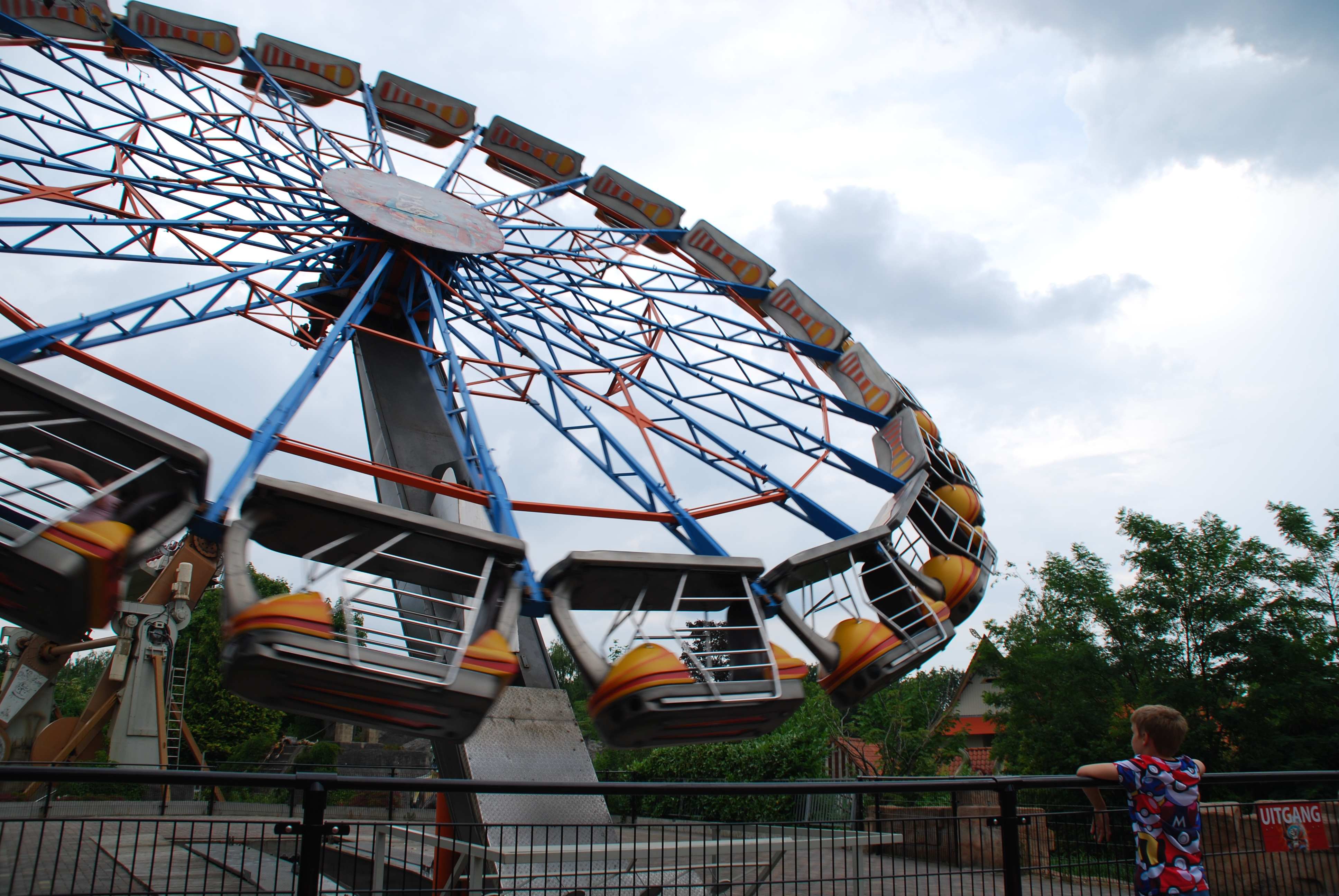
Tarantula Magica
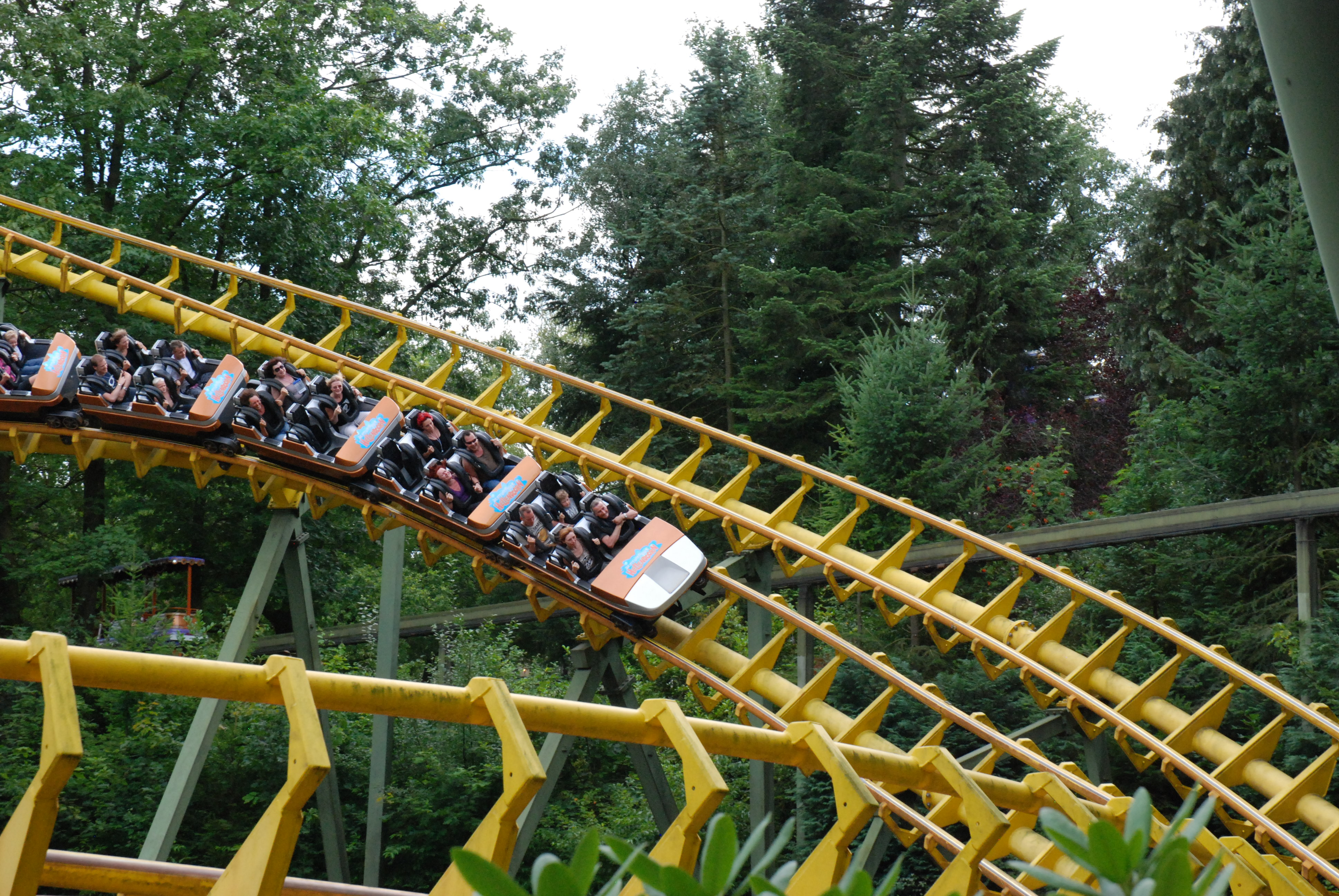
Tornado
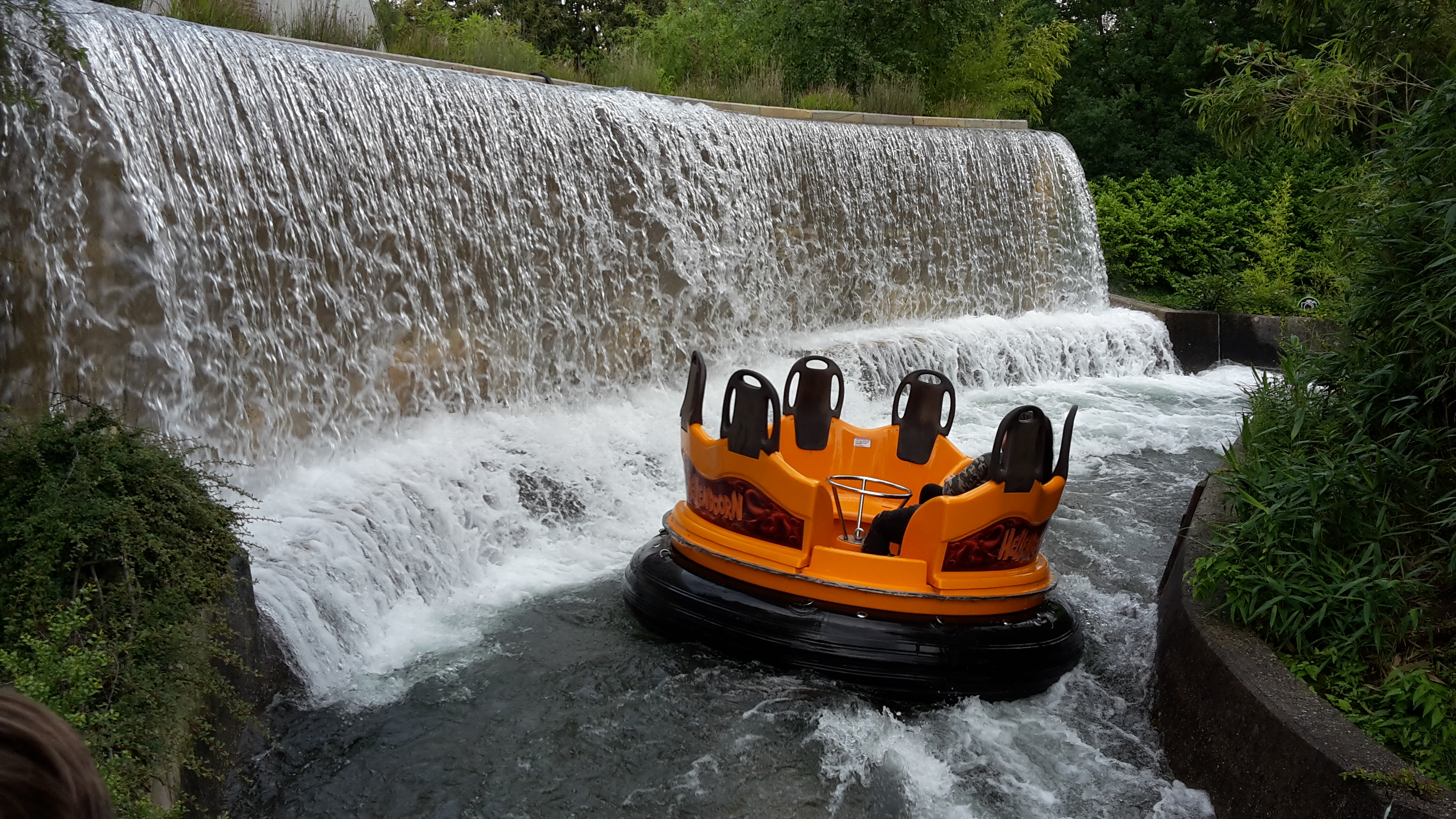
Sungai Kalimantan
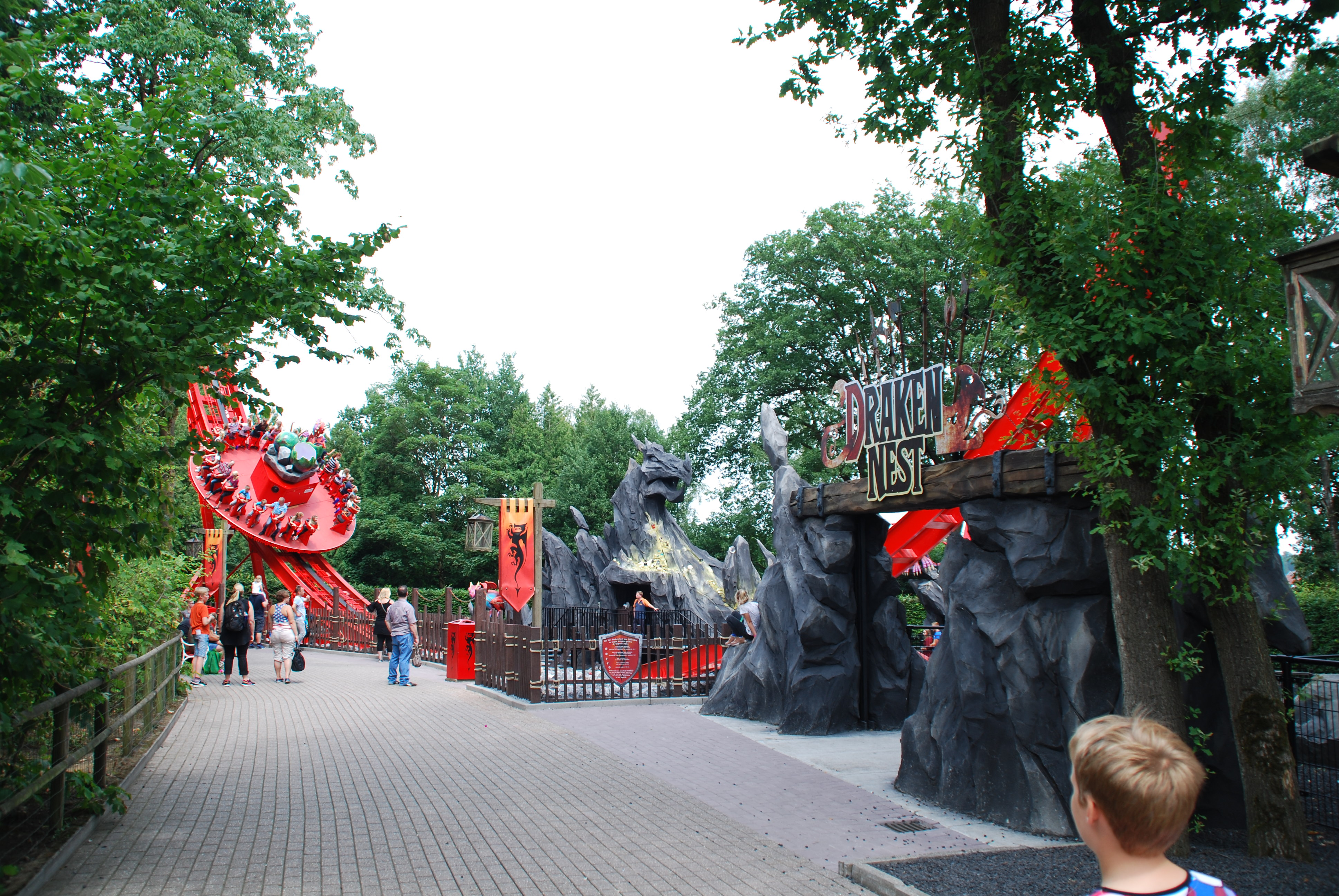
Draken Nest
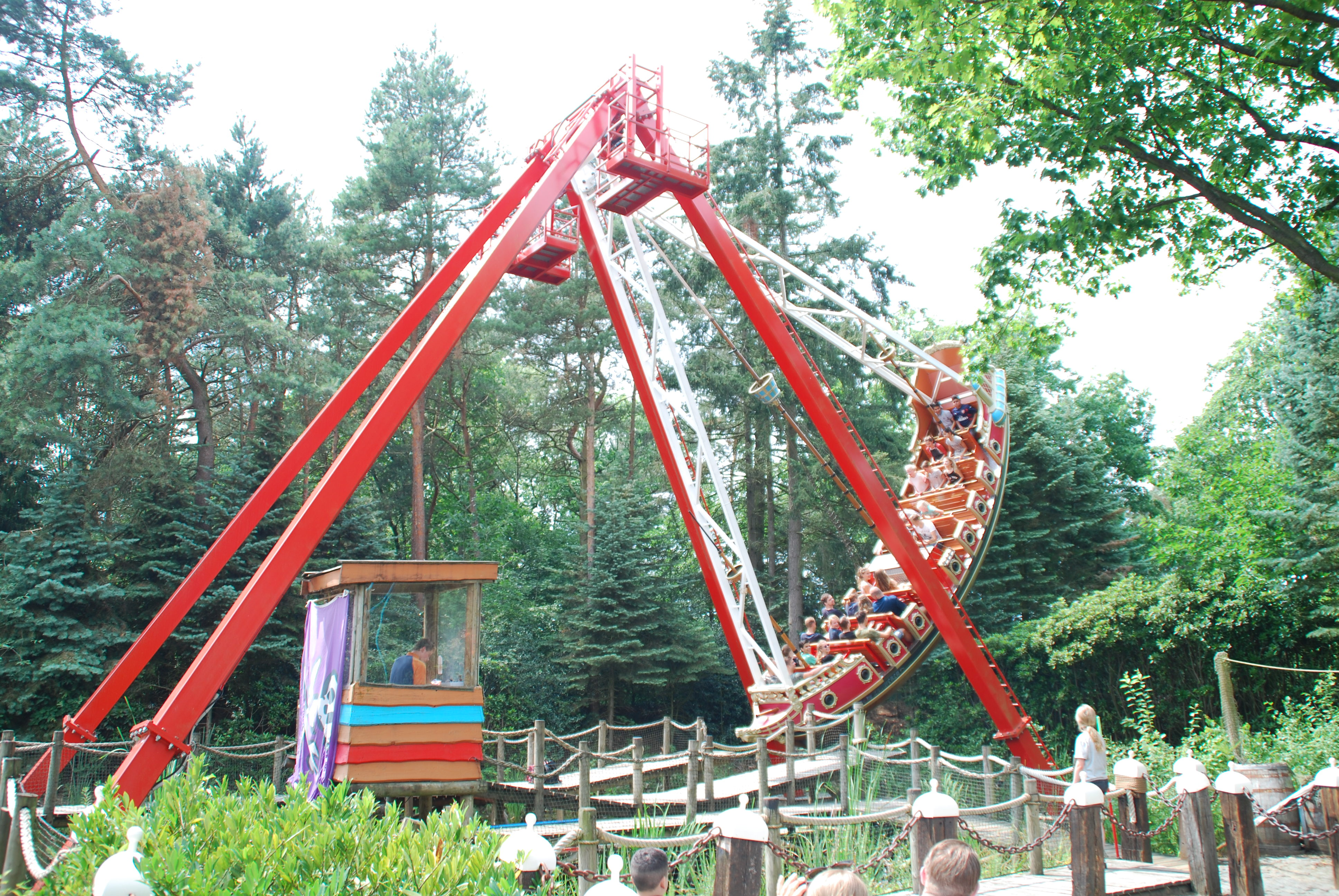
Galjoen
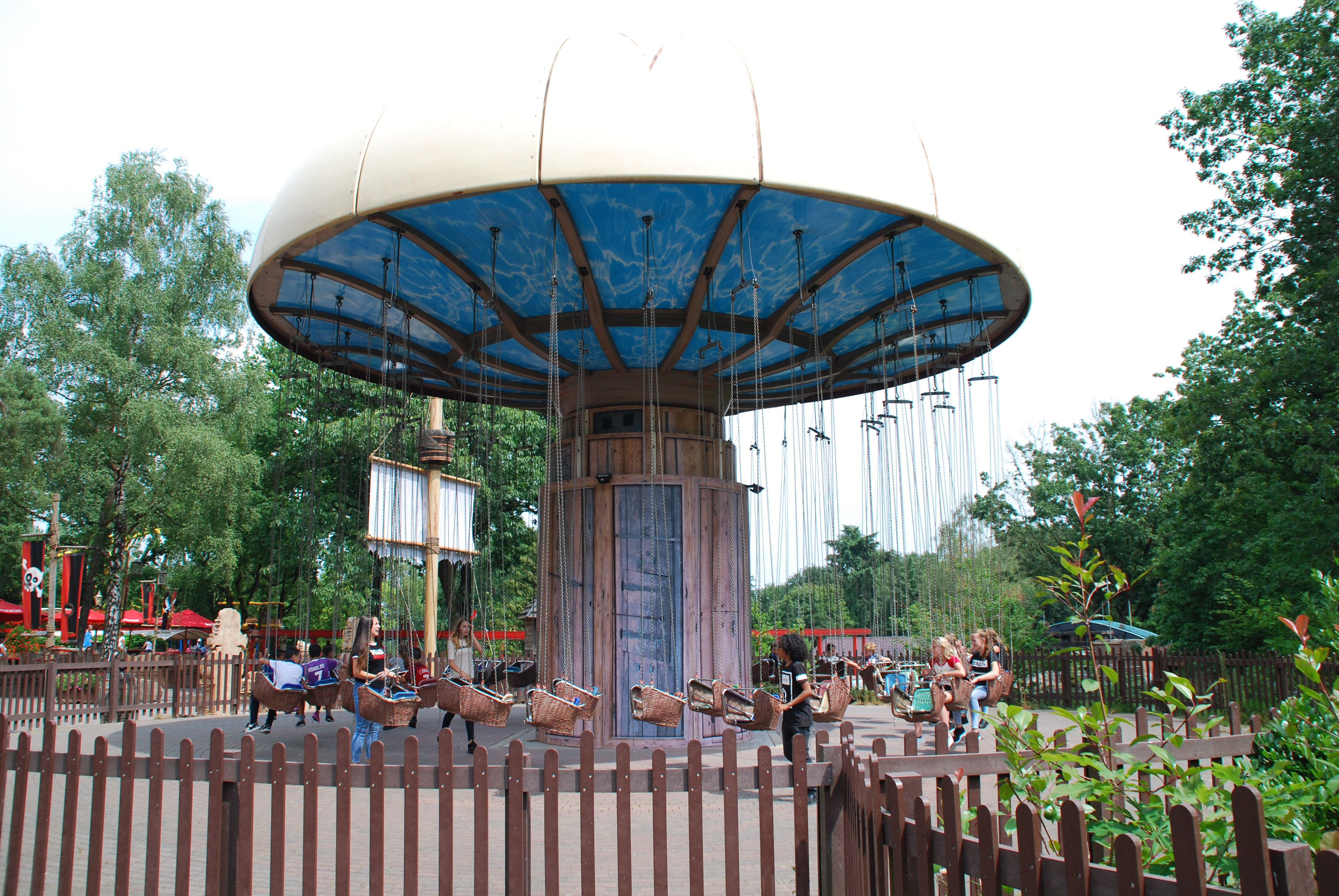
Piraat Enterhaak
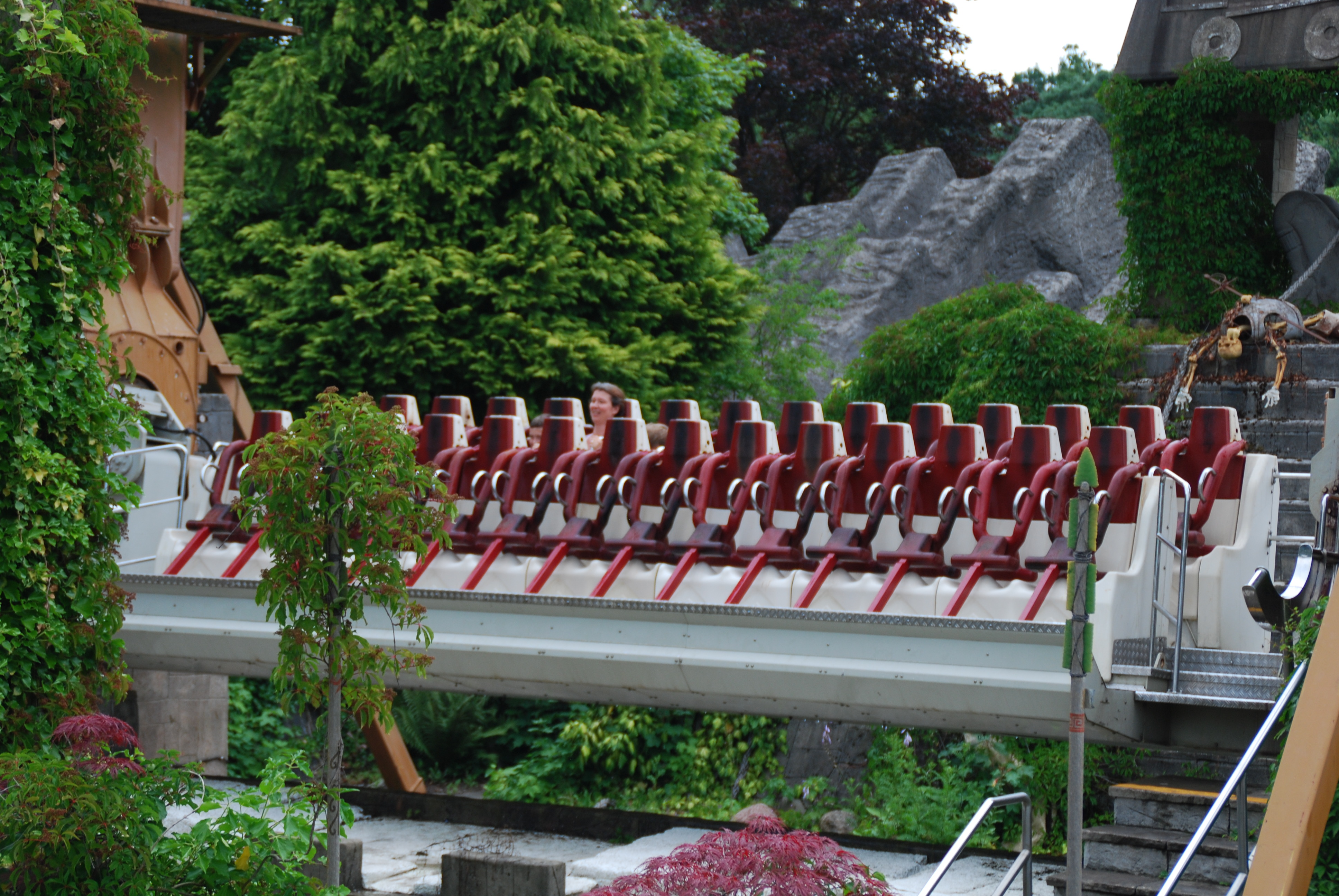
Montezuma's Revenge
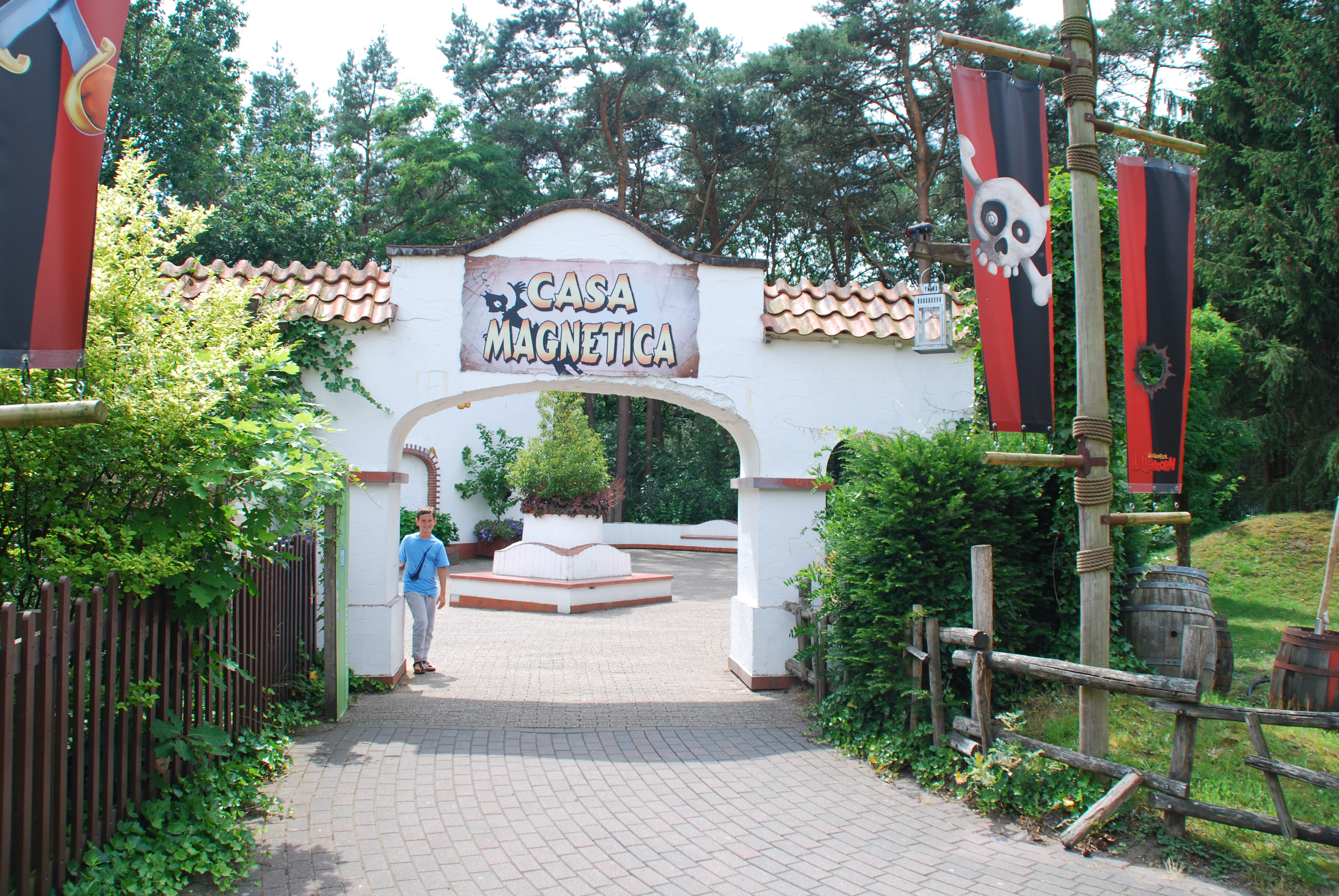
Casa Magnetica

## Wasserrutschenpark
Seit 2013 bietet der Avonturenpark Hellendoorn mit dem Aquaventura Slidepark auf einer Fläche von über 5000 m² einen parkeigenen Wasserrutschenpark im Außenbereich an. Es ist der erste Outdoor-Wasserrutschenpark in den Niederlanden, der sich in einem Freizeitpark befindet. Dabei handelt es sich nicht um ein Schwimmbad, vielmehr werden elf verschiedene Wasserrutschen mit unterschiedlichen Längen angeboten, die alle über ein eigenes Wasserbecken verfügen, um die Bahnen komplett ausrutschen zu können. Für kleine Kinder bietet der Park einen Wasserspielplatz an. Der Besuch in den Aquaventura Slidepark kann nur in Kombination mit einem Besuch im Avonturenpark Hellendoorn erfolgen. Dafür muss ein spezielles Kombi-Ticket am Haupteingang erworben werden.

### Wasserrutschen
Die folgenden elf Wasserrutschen werden im Aquaventura Slidepark angeboten:
| Name           | Typ           | Länge   | Höhe    | Max. Tempo |
| -------------- | ------------- | ------- | ------- | ---------- |
| Dark Devil     | Reifenrutsche | 107,2 m | 10 m    | 17 km/h    |
| Double Trouble | Ohne Reifen   | 24,1 m  | 4,79 m  | 13 km/h    |
| Funtasy        | Ohne Reifen   | 19 m    | 2,85 m  | 28 km/h    |
| Green Fall     | Ohne Reifen   | 36,8 m  | 10 m    | 41 km/h    |
| Pirates Splash | Ohne Reifen   | 31,5 m  | 2,85 m  | 13 km/h    |
| Purple Torpedo | Ohne Reifen   | 17,7 m  | 2,85 m  | 30 km/h    |
| Rainbow Racer  | Ohne Reifen   | 64,7 m  | 9,81 m  | 41 km/h    |
| Tornado Twist  | Ohne Reifen   | 67,2 m  | 7,64 m  | 13 km/h    |
| Twist & Twirl  | Ohne Reifen   | 88,5 m  | 10 m    | 15 km/h    |
| Wacky Wave     | Reifenrutsche | 26,6 m  | 9,5 m   | 44 km/h    |
| Xtreme         | Reifenrutsche | 141,8 m | 13,72 m | 35 km/h    |